# ولت‌سنج

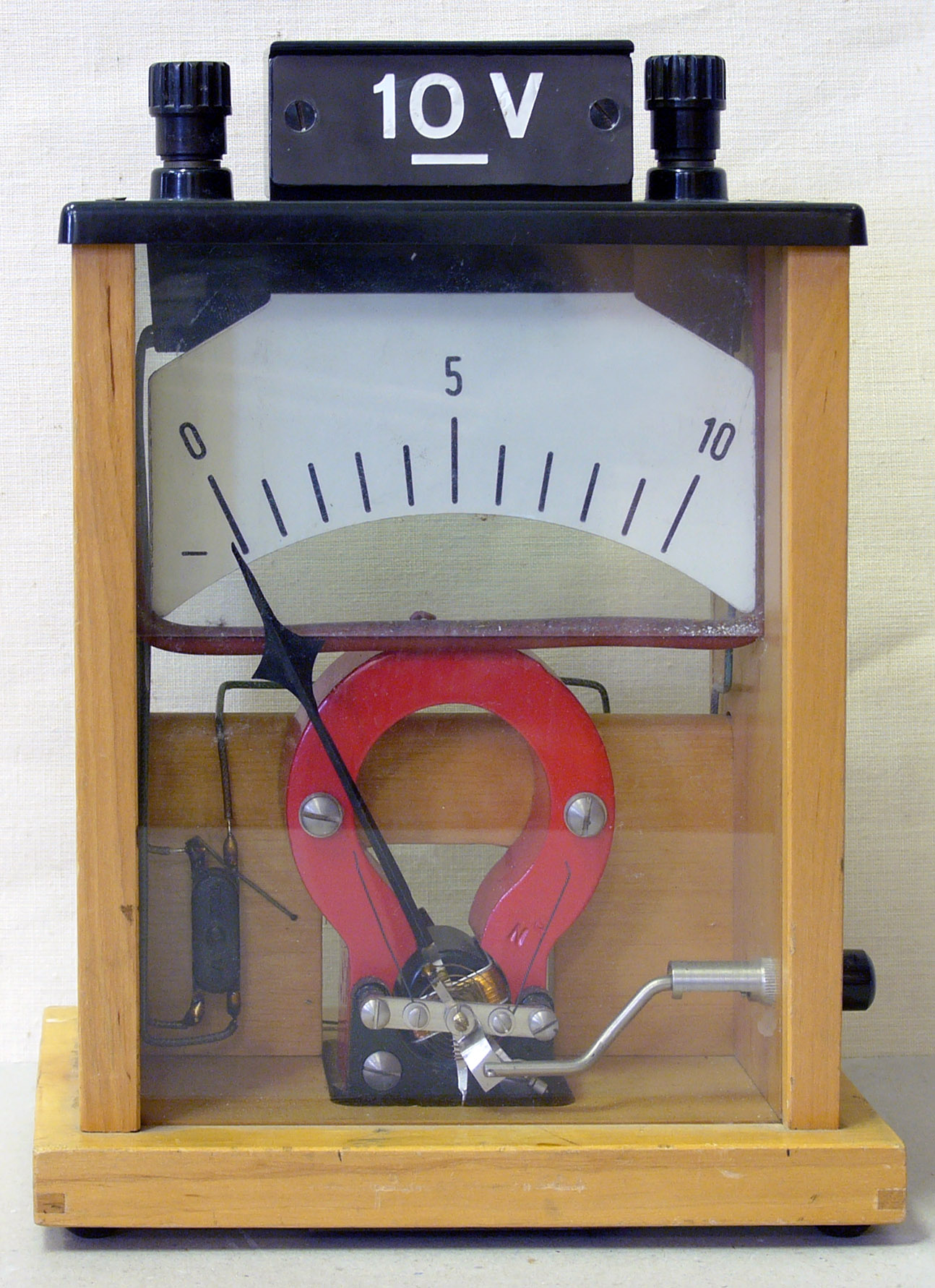
یک ولت‌متر آنالوگ ساده و قدیمی.

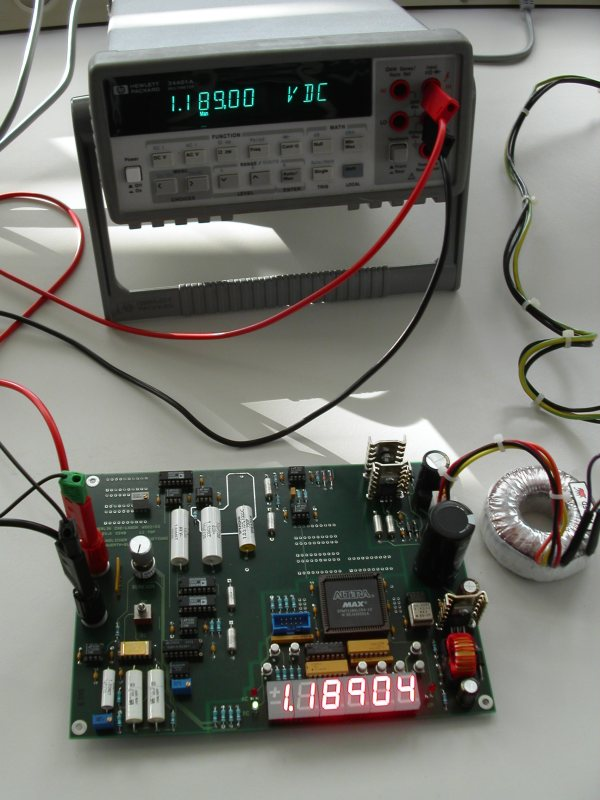
دو ولت‌متر دیجیتالی با دقت اندازه‌گیری زیاد.

ولت‌سنج یا ولت‌متر دستگاهی است که اختلاف پتانسیل الکتریکی دو نقطه از مدار را اندازه می‌گیرد.
در ساده‌ترین حالت، ولتاژ را می‌توان بر اساس جریانی که از یک مقاومت مشخص می‌گذرد اندازه گرفت؛ بنابراین، ولت‌سنج می‌تواند یک آمپرسنج با مقاومت بسیار زیاد باشد. جریانی که ولت‌سنج برای اندازه‌گیری ولتاژ از مدار می‌کِشد باید تا جای ممکن کم باشد تا جریان مدار را تغییر ندهد. برای همین، می‌توان از یک آمپرسنج یا میکروآمپرسنج که با یک مقاومت زیاد، سری شده استفاده کرد.
امروزه، ولت‌سنج‌ها، ولتاژ را به روش‌های گوناگونی اندازه می‌گیرند. ولت‌سنج می تواند آنالوگ (عقربه‌ای) یا دیجیتال (رقمی) باشد، که البته روش اندازه‌گیری ولتاژ در آنها یکسان نیست.
ولت سنج باید به صورت موازی در مدار قرار گیرد و در صورتی که به اشتباه به صورت سری در مدار قرار گیرد جریان را قطع میکند(مانند خازن پر یا کلید باز عمل میکند).مقاومت ولت سنج ایده آل بی نهایت و مقاومت ولت سنج های استاندارد در حد مگا اهم است.
برای آسان‌تر شدن کاربری، معمولا ولت‌سنج، آمپرسنج و اهم‌سنج را در یک دستگاه به نام مولتی‌متر، با هم ترکیب می‌کنند.

## ولت‌متر آنالوگ
ولت‌متر آنالوگ، در واقع آمپرمتری (گالوانومتر) با سیم‌پیچ متحرک (Moving coil) است که با یک مقاومت زیاد، سِری شده‌است. سیم‌پیچ متحرک، که در میدان مغناطیسی یک آهنربای دائمی قرار گرفته و عقربه‌ای به آن وصل است، با گذر جریان از سیم‌پیچ، گشتاوری در اثر قرار داشتن در میدان مغناطیسی، به آن وارد می‌شود و آن‌را می‌چرخاند. میزان چرخش، متناسب با جریان، و در نتیجه با ولتاژ دو سر ولت‌متر، است.
حساسیت ولت‌متر با «اُهم بر وُلت» بیان می‌شود. برای مثال یک ولت‌متر با ۱۰۰۰ اهم در ولت می‌تواند به جریان ۱میلی‌آمپر واکنش نشان دهد. اگر بیشترین ولتاژ قابل اندازه‌گیری یک ولت‌متر ۲۰۰ ولت باشد، مقاومت ولت‌متر می‌تواند ۲۰۰٬۰۰۰ اهم باشد که در این صورت عقربه می‌تواند با ۱میلی‌آمپر جریان، منحرف شود. در بیشتر ولت‌مترها می‌توان محدودهٔ اندازه‌گیری را تغییر داد که این کار با تغییر  دادن مقاومت‌های داخلی ولت‌متر امکان‌پذیر است.و ولت سنج مقاومت خیلی کمی دارد

## ولت‌متر جریان متناوب (AC) آنالوگ
ولت‌متر با سیم‌پیچ متحرک، در ساده‌ترین شکل، تنها می‌تواند ولتاژ را در مداری اندازه بگیرد که جریان مستقیم (DC) از آن‌ می‌گذرد. برای اندازه‌گیری ولتاژ در مدارهای جریان متناوب (AC)، باید سر راه ولت‌متر، یک‌سوکنندهٔ جریان قرار داد. ولت‌متر جریان متناوب آنالوگ، مقدار مؤثر ولتاژ را اندازه می‌گیرد.
- اختراع‌ها در ایالات متحده (۱۹۴۶–۱۹۹۱)